# Seminole (Flórida)
Seminole é uma cidade localizada no estado americano da Flórida, no condado de Pinellas. Foi incorporada em 1970.

## Geografia
De acordo com o United States Census Bureau, a cidade tem uma área de 14,6 km², onde 13,2 km² estão cobertos por terra e 1,4 km² por água.

### Localidades na vizinhança
O diagrama seguinte representa as localidades num raio de 8 km ao redor de Seminole.

## Demografia
Segundo o censo nacional de 2010, a sua população é de 17 233 habitantes e sua densidade populacional é de 1 304,6 hab/km². Possui 10 344 residências, que resulta em uma densidade de 783,1 residências/km². É a localidade que, em 10 anos, teve o maior crescimento populacional do condado de Pinellas.